# Georgi Tanew (polityk)
Georgi Sotirow Tanew (bułg. Георги Сотиров Танев, ur. 8 października 1943 w Pazardżiku) – bułgarski polityk, minister spraw wewnętrznych Ludowej Republiki Bułgarii (1988-1989)).
W 1968 został członkiem BPK, 1970 ukończył studia na Uniwersytecie Technicznym w Dreźnie, a 1971 obronił na nim pracę kandydacką, po czym wrócił do Bułgarii. Od 1972 etatowy funkcjonariusz partyjny - I sekretarz Komitetu Miejskiego BPK w Pazardżiku, 1976-1977 sekretarz, a 1977-1979 I sekretarz Komitetu Okręgowego BPK w Pazardżiku. Od marca 1979 do 1981 I sekretarz KC Dymitrowskiego Komunistycznego Związku Młodzieży, 1981-1987 I sekretarz Komitetu Okręgowego BPK w Kyrdżali, członek KC BPK, 1987-1988 przewodniczący obwodowej rady narodowej w Chaskowie. W 1988 krótko zajmował stanowiska ministra transportu Bułgarii, a od 15 grudnia 1988 do 27 grudnia 1989 był ministrem spraw wewnętrznych w stopniu generała majora. W 1990 został wykluczony z Bułgarskiej Partii Socjalistycznej, później zajmował się biznesem.